# Seahouses
Seahouses est un grand village sur la côte nord du Northumberland en Angleterre. Il est situé à environ 20 kilomètres au nord d’Alnwick, dans la région de la côte de Northumberland qui est d’une beauté naturelle exceptionnelle.

## Tourisme
Seahouses attire de nombreux visiteurs, principalement de la région nord-est. Toutefois, les touristes nationaux et internationaux viennent souvent à Seahouses tout en visitant le parc national de Northumberland, Northumberland Coast et les îles Farne. Seahouses dispose également d’un port de pêche en activité, qui sert également pour le tourisme, étant le point d’embarquement pour les visites des îles Farne. Plusieurs compagnies de bateaux opèrent des boutiques de la ville et des stands le long du port, offrant divers forfaits qui peuvent inclure entre autres le débarquement sur au moins une des îles Farne, voir des phoques et des oiseaux de mer, et entendre un commentaire sur les îles et l’histoire de Grace Darling ou pratiquer la plongée sous-marine sur les nombreuses épaves des îles Farne. Le frère de Grace Darling est enterré dans le cimetière de North Sunderland. Il meurt en 1903, à l’âge de 84 ans. L’actuel canot de sauvetage de Seahouses porte le nom de Grace Darling.
Le Seahouses Festival est un événement culturel annuel qui a commencé en 1999 comme un petit festival de chant de marins. Après une importante subvention européenne du programme Leader+, en 2005 il est devenu une célébration culturelle plus large.
On prétend que les kippers ont été créés pour la première fois à Seahouses dans les années 1800, et ils sont encore produits localement à ce jour
Entre 1898 et 1951, Seahouses a été le terminus nord-est du North Sunderland Railway. Indépendante jusqu’à sa fermeture définitive, elle a formé une liaison ferroviaire standard entre le village et la gare de Chathill sur la East Coast main line (Wright, 1988). Le site de la gare de Seahouses est maintenant le parking de la ville et le lit de piste entre le village et le nord de Sunderland est un sentier public.

## Administration
Seahouses est au sein de la paroisse civile de North Sunderland et la division électorale du Conseil du comté de Northumberland de Bamburgh. La circonscription parlementaire est Berwick-upon-Tweed, représenté par la députée Anne-Marie Trevelyan (conservateur).

## Religion
Seahouses est dans l’archidiocèse anglican de Lindisfarne, dans le diocèse de Newcastle. Elle est dans le diocèse catholique de Hexham et Newcastle.